# Helmut Schmuck
Helmut Schmuck, född 7 april 1963, är en friidrottare från Österrike. Han deltog vid olympiska sommarspelen 1992.